# Комітет Верховної Ради України з питань енергетики та житлово-комунальних послуг
Комітет Верховної Ради України з питань енергетики та житлово-комунальних послуг — утворений 29 серпня 2019 у Верховній Раді України IX скликання. У складі комітету 21 депутат, голова Комітету — Герус Андрій Михайлович.

## Склад
У складі комітету:
1. Герус Андрій Михайлович — голова Комітету
2. Кучеренко Олексій Юрійович — перший заступник голови Комітету
3. Іоффе Юлій Якович — заступник голови Комітету
4. Мулик Роман Миронович — заступник голови Комітету
5. Семінський Олег Валерійович — заступник голови Комітету
6. Шаповалов Юрій Анатолійович — секретар Комітету
7. Бондар Михайло Леонтійович — член Комітету, голова підкомітету з питань вугільної промисловості
8. Волинець Михайло Якович — член Комітету, голова підкомітету з питань взаємодії з державними органами влади та громадськістю
9. Горобець Олександр Сергійович — член Комітету, голова підкомітету з питань сталого розвитку, стратегії та інвестиції
10. Гриб Вікторія Олександрівна — член Комітету
11. Жупанин Андрій Вікторович — член Комітету, голова підкомітету з питань газової, газотранспортної галузі та політики газопостачання
12. Камельчук Юрій Олександрович — член Комітету
13. Кісільов Ігор Петрович — член Комітету
14. Кіт Андрій Богданович — член Комітету, голова підкомітету з питань нетрадиційних та відновлюваних джерел енергії, альтернативних видів палива
15. Мороз Володимир Вікторович — член Комітету, голова підкомітету з питань електроенергетики та транспортування електроенергії
16. Нагорняк Сергій Володимирович — член Комітету, голова підкомітету з питань енергозбереження та енергоефективності
17. Пивоваров Євген Павлович — член Комітету, голова підкомітету з питань централізованого водопостачання, водовідведення, виробництва тепла та теплопостачання
18. Припутень Дмитро Сергійович — член Комітету, голова підкомітету з питань нафтової, нафтотранспортної галузі та нафтопродуктозабезпечення
19. Скороход Анна Костянтинівна — член Комітету
20. Шипайло Остап Ігорович — член Комітету, голова підкомітету з питань ядерної енергетики та ядерної безпеки
21. Юрченко Олександр Миколайович — член Комітету, голова підкомітету з питань поводження з побутовими відходами

## Предмет відання
Предметом відання Комітету є:
- розвиток паливно-енергетичного комплексу, вугільної, газової, нафтової, нафтопереробної промисловості та електроенергетики;
- розвиток ядерної енергетики та ядерної безпеки;
- функціонування ринків енергії та енергоносіїв;
- транспортування енергії та енергоносіїв;
- енергозбереження та енергоефективність;
- нетрадиційні та поновлювальні джерела енергії;
- поводження з побутовими відходами;
- комунальне господарство;
- житлово-комунальні послуги.